# Varga Géza (rendező)
Varga Géza (Újpest, 1921. január 18. – 2004. február 15.) színházi rendező, rádiórendező, egyetemi tanár.

## Életpályája
Szülei: Varga Sándor és Philadelfi Vilma voltak. 1941–1945 között a Pázmány Péter Tudományegyetem Jogtudományi Karának hallgatója volt. 1942–1946 között a Színművészeti Akadémia hallgatója volt. 1946–1949 között a Vallás- és Közoktatásügyi Minisztérium színházi előadója volt. 1949–1951 között Győrött a Dunántúli Népszínház rendezője volt. 1951–1959 között az Ifjúsági Színház, a későbbi Petőfi Színház illetve a Jókai Színház rendezője volt. 1951–1959 között a Színház- és Filmművészeti Főiskola tanára volt. 1955–1956 között szolnoki Szigligeti Színház főrendezője volt. 1958-tól a Magyar Rádió rendezője.
Vendégrendező volt Londonban, Helsinkiben, Prágában, Hamburgban, Bukarestben, Zágrábban, Párizsban és Belgrádban. Elsőként készített 1969-ben sztereó, 1971-ben pedig kvadrofon hangjátékot.

## Magánélete
Első feleségének Szörény Klárának 1984-es halála után,1985-ben házasságot kötött Gábor Zsuzsannával.

## Színházi rendezései
A Színházi Adattárban regisztrált bemutatóinak száma: 17.
- Szigligeti Ede: Liliomfi (1950)
- Földes Mihály: Mélyszántás (1950)
- Háy Gyula: Az élet hídja (1951)
- Sólyom László: 33 év után (1951)
- Füsi József: Az aszódi diák (1953)
- Hegedüs Géza: Mátyás király Debrecenben (1953-1954)
- Kisfaludy Károly: A kérők (1954)
- Jókai-Földes: A kőszívű ember fiai (1955)
- Bródy Sándor: A tanítónő (1956)
- Zilahy Lajos: A szűz és a gödölye (1957)
- Cao Jü: Felkelő nap (1958)
- Szűcs-Fülöp-Kalmár: Balatoni szerelem (1961)
- Innocent-Kállai: Tavaszi keringő (1963)
- Molnár Ferenc: A doktor úr (1963)
- Illyés-Dorogi: Illyés-est (1977)

## Rádiójátékai
- Tolsztoj: Háború és béke (1950, 1992, 1996)
- Osváth Zsuzsa: A tűz márciusa I.-V. (1959)
- Osváth Zsuzsa: Autó teszi az embert (1959)
- Lessing: Bölcs Náthán (1959-1960)
- Aiszkhülosz: A leláncolt Prométheusz (1960, 1963, 1976)
- Jókai Mór: A kőszívű ember fiai I.-II. (1963)
- Németh László: II. József (1970, 1991)
- Euripidész: Elektra (1970, 1991)
- Plautus: A hetvenkedő katona (1972)
- Ibsen: Peer Gynt (1972-1973)
- Hicsel: A pályaőr (1974, 1978, 1982)
- Juhász Ferenc: Apám (1975)
- William Shakespeare: Hamlet (1977, 1983)
- Mándy Iván: Játék a téren (1978-1979)
- Illyés Gyula: Az Éden elvesztése (1978, 1982)
- Hajtov: A kutyák (1979, 1982)
- Duras: Andesmas úr délutánja (1980, 1982, 1989)
- Kopányi György: A veronai vén (1981-1982)
- Cs. Szabó László: A kék csillagvirág (1992, 2000)
- Páskándi Géza: A vigéc (2000)

## Díjai
- Jászai Mari-díj (1967)
- Rádiókritikusok díja (1975, 1982)
- Érdemes művész (1977)
- Cserés Miklós-díj (1994)